# Enhanced Telecomunication Operations Map
Enhanced Telecom Operations Map (eTOM) es un marco referencial de procesos para la industria de las telecomunicaciones.

## Historia
Desarrollado por la organización Telemanagement Forum (TMF), su nombre se traduce como Mapa de Operaciones de Telecomunicación Mejorado. En lo que concierne a la letra "e" por enhanced, se le asigna para diferenciarlo del marco original TOM desarrollado entre 1995 y 1998. A partir del 2001 se hace una ampliación y mejora de donde proviene el nombre actual.
El TMF es una organización fundada en 1988 originalmente conformada por un grupo pequeño de empresas proveedoras de servicios de telecomunicaciones al mismo tiempo que por empresas desarrolladoras de aplicaciones para automatizar los procesos de esta industria. La visión original del TMF fue "Acelerar la disponibilidad de productos interoperables de gestión de red",[cita requerida] siendo que para su origen y hasta la fecha uno de los grandes retos que posee la industria es la capacidad real que poseen las aplicaciones de soporte al negocio (BSS - Business Support Systems) y a las operaciones (OSS - Operations Support Systems) de interoperar entre sí.
Hoy en día lo integran más de 700 miembros, generando entrenamiento para más de 4000 estudiantes en los últimos dos años alrededor de todo el mundo, a lo mencionado anteriormente se puede añadir que el TMF efectúa varios eventos alrededor del mundo pero al menos dos anuales denominados Telemanagement World, el mismo es el evento más grande nunca visto para atender los relacionados con OSS/BSS, donde se han presentado a más de 2600 asistentes conferencias de clase mundial, 14 sesiones de entrenamiento y exposiciones relacionadas con el mercado de software y soluciones para atender el mercado con crecimiento más sostenido a nivel mundial "Las Telecomunicaciones", fue el resultado del efectuado en Niza (Francia) en el 2006.

## Características
El marco referencial posee información fundamental para el mundo de telecomunicaciones y pretende entre otras cosas, estandarizar los conceptos de los procesos y dar estructura coherente a los procesos de una empresa de telecomunicaciones, para lo cual abarca 3 grandes áreas:
- EM por Enterprise Management,
- SIP por Estrategia, Infraestructura y Productos;
- OPS por operaciones

A partir de estas tres grandes áreas el marco referencial deriva hasta tres niveles de procesos, aportando al mundo de las telecomunicaciones todas las actividades relacionadas con las mejores prácticas de las empresas del sector. Su uso permite comprender mejor el tipo de empresas, desarrollar de manera rápida y consistente flujos extremo a extremo con calidad y sobre todo crear todo lo necesario para mapear las aplicaciones que automatizan o mecanizan dichos procesos, para lo cual el TMF dispone de otra serie de documentos que le permitirán identificar estas aplicaciones en el mercado y las empresas que las proveen.
La importancia de eTOM como marco referencial de procesos, se determina por el valioso aporte que da a todas aquellas personas interesadas en conocer los procesos de negocio de uno de los sectores sino el más pujante de la industria, nos referimos a las telecomunicaciones, de esta manera la idea original de los fundadores del TMF en 1988 que fueron:
- Amdahl, Corp
- AT&T
- British Telecom PLC
- Hewlett-Packard Co.
- Northern Telecom, Inc.
- Telecom Canadá
- STC PLC
- Unisys Corp